# Japan op de Olympische Winterspelen 2018
Japan was een van de deelnemende landen aan de Olympische Winterspelen 2018 in Pyeongchang, Zuid-Korea.

## Medailleoverzicht
| Sport              | Olympiër                                                                   | Onderdeel                | Medaille |
| ------------------ | -------------------------------------------------------------------------- | ------------------------ | -------- |
| Kunstrijden        | Yuzuru Hanyu                                                               | mannen                   | Goud     |
| Schaatsen          | Nao Kodaira                                                                | 500 m (v)                | Goud     |
| Schaatsen          | Nana Takagi                                                                | massastart (v)           | Goud     |
| Schaatsen          | Ayaka Kikuchi Ayano Sato Miho Takagi Nana Takagi                           | ploegenachtervolging (v) | Goud     |
| Kunstrijden        | Shoma Uno                                                                  | mannen                   | Zilver   |
| Noordse combinatie | Akito Watabe                                                               | gundersen normale schans | Zilver   |
| Schaatsen          | Nao Kodaira                                                                | 1000 m (v)               | Zilver   |
| Schaatsen          | Miho Takagi                                                                | 1500 m (v)               | Zilver   |
| Snowboarden        | Ayumu Hirano                                                               | halfpipe (m)             | Zilver   |
| Freestyleskiën     | Daichi Hara                                                                | moguls (m)               | Brons    |
| Schaatsen          | Miho Takagi                                                                | 1000 m (v)               | Brons    |
| Schansspringen     | Sara Takanashi                                                             | normale schans (v)       | Brons    |
| Curling            | Satsuki Fujisawa Mari Motohashi Yumi Suzuki Chinami Yoshida Yurika Yoshida | vrouwen                  | Brons    |

## Deelnemers en resultaten
(m) = mannen, (v) = vrouwen 

### Alpineskiën
| Olympiër        | Onderdeel        | Resultaat | Prestatie                                                           |
| --------------- | ---------------- | --------- | ------------------------------------------------------------------- |
| Tomoya Ishii    | reuzenslalom (m) | 30e       | 1e run: 1.12,43 (35e) 2e run: 1.12,35 (29e) totaal: 2.24,78 (+6,74) |
| Naoki Yuasa     | slalom (m)       | DNF       | 1e run: 52,89 (36e) 2e run: niet gefinisht                          |
|                 |                  |           |                                                                     |
| Asa Ando        | slalom (v)       | DNF       | 1e run: niet gefinisht                                              |
| Haruna Ishikawa | reuzenslalom (v) | 33e       | 1e run: 1.16,49 (36e) 2e run: 1.12,50 (31e) totaal: 2.28,99 (+8,97) |

### Biatlon
| Olympiër                                                  | Onderdeel        | Resultaat | Prestatie |
| --------------------------------------------------------- | ---------------- | --------- | --- |
| Mikito Tachizaki                                          | individueel (m)  | 64e       | 54.11,5 (+6.07,7) pen.: 3 (0 + 1 + 2 + 0)                                                                     |
| Mikito Tachizaki                                          | sprint (m)       | 84e       | 27.27,1 (+3.48,3) pen.: 3 (0 + 3)                                                                             |
|                                                           |                  |           | |
| Sari Furuya                                               | individueel (v)  | 85e       | 53.11,0 (+12.03,8) pen.: 9 (2 + 2 + 3 + 2)                                                                    |
| Sari Furuya                                               | sprint(v)        | 49e       | 23.21,5 (+2.15,3) pen.: 2 (1 + 1)                                                                             |
| Sari Furuya                                               | achtervolging(v) | 54e       | 37.02,1 (+6.26,8) pen.: 5 (2 + 1 + 1 + 1)                                                                     |
| Asuka Hachisuka                                           | individueel(v)   | 81e       | 50.30,2 (+9.23,0) pen.: 4 (1 + 1 + 1 + 1)                                                                     |
| Rina Mitsuhashi                                           | sprint(v)        | 85e       | 25.53,1 (+4.46,9) pen.: 5 (3 + 2)                                                                             |
| Fuyuko Tachizaki                                          | individueel(v)   | 76e       | 50.06,9 (+8.59,7) pen.: 7 (3 + 1 + 2 + 1)                                                                     |
| Fuyuko Tachizaki                                          | sprint(v)        | 42e       | 23.19,7 (+2.13,5) pen.: 1 (0 + 1)                                                                             |
| Fuyuko Tachizaki                                          | achtervolging(v) | 56e       | 37.07,9 (+6.32,6) pen.: 7 (2 + 0 + 2 + 3)                                                                     |
| Yurie Tanaka                                              | individueel(v)   | 80e       | 50.28,0 (+9.20,8) pen.: 5 (2 + 2 + 0 + 1)                                                                     |
| Yurie Tanaka                                              | sprint(v)        | 68e       | 24.21,6 (+3.15,4) pen.: 2 (1 + 1)                                                                             |
| Fuyuko Tachizaki Sari Furuya Rina Mitsuhashi Yurie Tanaka | estafette (v)    | 17e       | 17.51,6 / 0+0 0+2 19.50,2 / 0+1 2+3 18.40,0 / 0+1 0+0 19.25,9 / 0+0 0+2 totaal: 1:15.47,7 / 0+2 2+7 (+3.44,3) |

### Curling
| Olympiër                                                                          | Onderdeel | Resultaat | Prestatie |
| --------------------------------------------------------------------------------- | --------- | --------- | --- |
| Kohsuke Hirata Kosuke Morozumi Yusuke Morozumi Tetsuro Shimizu Tsuyoshi Yamaguchi | mannen    | 8e        | groepsfase 6 - 4 Noorwegen 5 -6 Groot-Brittannië 5 - 6 Zwitserland 6 - 5 Italië 8 - 2 Verenigde Staten 4 - 11 Zweden 4 - 8 Canada 6 - 4 Denemarken 4 - 10 Zuid-Korea                                                                                      |
|                                                                                   |           |           | |
| Satsuki Fujisawa Mari Motohashi Yumi Suzuki Chinami Yoshida Yurika Yoshida        | vrouwen   | Brons     | groepsfase 10 - 5 Verenigde Staten 8 - 5 Denemarken 7 - 5 Zuid-Korea 6 - 7 China 10 - 5 Olympische atleten uit Rusland 3 - 8 Canada 5 - 4 Zweden 6 - 8 Groot-Brittannië 4 - 8 Zwitserland halve finale: 7 - 8 Zuid-Korea om brons: 5 - 3 Groot-Brittannië |

### Freestyleskiën
| Olympiër        | Onderdeel      | Resultaat    | Prestatie |
| --------------- | -------------- | ------------ | --- |
| Naoya Tabara    | aerials (m)    | kwalificatie | kwalificatie-1: 103.98 (17e)                                                                                             |
| Sho Endo        | moguls (m)     | 10e          | kwalificatie 1: 75.73 pnt (13e) kwalificatie 2: 75.73 - 75.38 pnt (7e) finale 1: 82.72 pnt (1e) finale 2: niet gefinisht |
| Daichi Hara     | moguls (m)     | Brons        | kwalificatie 1: 80.01 pnt (6e) finale 1: 81.29 pnt (3e) finale 2: 82.30 pnt (1e) finale 3: 82.19 (3e)                    |
| Ikuma Horishima | moguls (m)     | 11e          | kwalificatie 1: 80.35 pnt (5e) finale 1: 79.64 pnt (7e) finale 2: niet gefinisht                                         |
| Nobuyuki Nishi  | moguls (m)     | 19e          | kwalificatie 1: 75.17 pnt (16e) kwalificatie 2: 75.17 - 75.15 pnt (9e) finale 1: 46.04 pnt (19e)                         |
| Taisei Yamamoto | slopestyle (m) | 20e          | 56.00 - 70.40 pnt |
|                 |                |              | |
| Ayana Onozuka   | halfpipe (v)   | 5e           | kwalificatie: 74.60 - 84.40 pnt (5e) finale: 50.80 - 77.20 - 82.20 pnt                                                   |
| Saori Suzuki    | halfpipe (v)   | 14e          | kwalificatie: 69.20 - 71.80 pnt (14e)                                                                                    |
| Yurie Wanabe    | halfpipe (v)   | 2e           | kwalificatie: 21.20 - 56.60 pnt (21e)                                                                                    |
| Arisa Murata    | moguls (v)     | 18e          | kwalificatie 1: 74.13 pnt (9e) finale 1: 70.77 pnt (18e)                                                                 |
| Reina Umehara   | skicross (v)   | 1/8F         | plaatsingsronde: 1.17,81 (+4,70); 21e 1/8F, serie 3: 3e                                                                  |

### Kunstrijden
| Olympiër | Onderdeel | Resultaat | Prestatie |
| --- | --------- | --------- | --- |
| Yuzuru Hanyu                                                                                                 | mannen    | Goud      | 317.85 (korte kür: 111.68, vrije kür: 206.17) |
| Keiji Tanaka                                                                                                 | mannen    | 18e       | 244.83 (korte kür: 80.05, vrije kür: 164.78) |
| Shoma Uno | mannen    | Zilver    | 306.90 (korte kür: 104.17, vrije kür: 202.73) |
| |           |           | |
| Satoko Miyahara                                                                                              | vrouwen   | 4e        | 222.38 (korte kür: 75.94, vrije kür: 146.44) |
| Kaori Sakamoto                                                                                               | vrouwen   | 6e        | 209.71 (korte kür: 73.18, vrije kür: 136.53) |
| |           |           | |
| Miu Suzaki Ryuichi Kihara                                                                                    | Paren     | 21e       | 57.74 (korte kür: 57.74) |
| |           |           | |
| Kana Muramoto Chris Reed                                                                                     | IJsdansen | 15e       | 160.63 (korte kür: 63.41, vrije kür: 97.22) |
| |           |           | |
| Shoma Uno Keiji Tanaka Satoko Miyahara Kaori Sakamoto Miu Suzaki / Ryuichi Kihara Kana Muramoto / Chris Reed | team      | 5e        | mannen, korte kür: 10 pnt (103,25 pnt) mannen, vrije kür: 6 pnt (148,36) vrouwen, korte kür: 7 pnt (68,95 pnt) vrouwen, vrije kür: 6 pnt (131,91) paren, korte kür: 3 pnt (57,42), vrije kür: 6 pnt (97,67) ijsdansen, korte kür: 6 pnt (62,15 pnt), vrije kür: 6 pnt (87,88) totaal: 50 pnt |

### Langlaufen
| Olympiër        | Onderdeel             | Resultaat | Prestatie           |
| --------------- | --------------------- | --------- | ------------------- |
| Keishin Yoshida | 15 km vrije stijl (m) | 13e       | 34.59,1 (+1.15,2)   |
| Keishin Yoshida | 30 km skiatlon (m)    | 25e       | 1:18.23,0 (+2.03,0) |
| Keishin Yoshida | 50 km klassiek (m)    | 23e       | 2:17,21,9 (+8.59,8) |
|                 |                       |           |                     |
| Masako Ishida   | 10 km vrije stijl (v) | 18e       | 27.03,5 (+2.03,0)   |
| Masako Ishida   | 15 km skiatlon (v)    | 14e       | 42.04,1 (+1.19,2)   |
| Masako Ishida   | 30 km klassiek (v)    | 10e       | 1:26,38,4 (+4.20,8) |

### Noordse combinatie
| Olympiër                                              | Onderdeel                | Resultaat | Prestatie |
| ----------------------------------------------------- | ------------------------ | --------- | --- |
| Hideaki Nagai                                         | gundersen normale schans | 14e       | schansspringen: 104.2 pnt (101,0 m); 14e (+1,46) langlaufen: 24.44,5 (16e) totaal: 26.30,5 (+1.39,1)                                                                                |
| Hideaki Nagai                                         | gundersen grote schans   | 12e       | schansspringen: 121.0 pnt (134,0 m); 13e (+1,12) langlaufen: 24.08,2 (22e) totaal: 25.20,2 (+1.27,7)                                                                                |
| Akito Watabe                                          | gundersen normale schans | Zilver    | schansspringen: 123.7 pt (105,5 m); 3e (+0,28) langlaufen: 24.28,2 (9e) totaal: 24.56,2 (+4,8)                                                                                      |
| Akito Watabe                                          | gundersen grote schans   | 5e        | schansspringen: 138.9 pnt (134,0 m); 1e langlaufen: 24.05,0 (20e) totaal: 24.05,2 (+12,5)                                                                                           |
| Yoshito Watabe                                        | gundersen normale schans | 12e       | schansspringen: 114.3 pnt (104,0 m); 8e (+1,05) langlaufen: 25.11,2 (29e) totaal: 26.16,2 (+1.24,8)                                                                                 |
| Yoshito Watabe                                        | gundersen grote schans   | 20e       | schansspringen: 110.6 pnt (121,0 m); 20e (+1,53) langlaufen: 24.14,9 (26e) totaal: 26.07,9 (+2.15,4)                                                                                |
| Go Yamamoto                                           | gundersen normale schans | 33e       | schansspringen: 104.0 pnt (97,5 m); 15e (+1,46) langlaufen: 26.11,1 (42e) totaal: 27.51,1 (+3.05,7)                                                                                 |
| Go Yamamoto                                           | gundersen grote schans   | 16e       | schansspringen: 1245 pnt (127,5 m); 16e (+0,58) langlaufen: 24.342 (32e) totaal: 25.32,2 (+1.39,7)                                                                                  |
| Yoshito Watabe Hideaki Nagai Go Yamamoto Akito Watabe | landenwedstrijd          | 4e        | 110.9 pnt (128,0 m) - 11.43,5 106.8 pnt (127,0 m) - 11.49,7 111.3 pnt (132,5 m) - 12.22,1 126.3 pnt (137,5 m) - 12.04,3 totaal: 48.18,6 (+2.08,8) (455.3 (+0,19); 4e - 47.59,6; 7e) |

### Schaatsen
| Olympiër                                                          | Onderdeel                | Resultaat    | Prestatie                                                                                                  |
| ----------------------------------------------------------------- | ------------------------ | ------------ | --- |
| Tsubasa Hasegawa                                                  | 500 m (m)                | 14e          | 35,08 (+0,67)                                                                                              |
| Tsubasa Hasegawa                                                  | 1000 m (m)               | 20e          | 1.09,83 (+1,88)                                                                                            |
| Seitaro Ichinohe                                                  | 5000 m (m)               | 9e           | 6.16,55 (+6,79)                                                                                            |
| Joji Kato                                                         | 500 m (m)                | 6e           | 34,831 (+0,42)                                                                                             |
| Shota Nakamura                                                    | 1500 m (m)               | 24e          | 1.47,38 (+3,37)                                                                                            |
| Takuro Oda                                                        | 1000 m (m)               | 5e           | 1.08,568 (+0,61)                                                                                           |
| Takuro Oda                                                        | 1500 m (m)               | 5e           | 1.45,44 (+1,43)                                                                                            |
| Ryosuke Tsuchiya                                                  | 5000 m (m)               | 16e          | 6.22,45 (+12,69)                                                                                           |
| Ryosuke Tsuchiya                                                  | 10.000 m (m)             | 10e          | 13.10,31 (+30,54)                                                                                          |
| Ryosuke Tsuchiya                                                  | massastart (m)           | halve finale | HF-2: 0 pnt; 11e (7.55,77)                                                                                 |
| Shane Williamson                                                  | 1500 m (m)               | 10e          | 1.46,21 (+2,20)                                                                                            |
| Shane Williamson                                                  | massastart (m)           | 11e          | HF-1: 20 pnt; 3e finale: 0 pnt; 11e (7.46,19)                                                              |
| Daichi Yamanaka                                                   | 500 m (m)                | 5e           | 34,78 (+0,37)                                                                                              |
| Daichi Yamanaka                                                   | 1000 m (m)               | 24e          | 1.10,027 (+2,07)                                                                                           |
| Seitaro Ichinohe Shota Nakamura Ryosuke Tsuchiya Shane Williamson | ploegenachtervolging (m) | 5e           | KF: 3.41,62 (5e) C-finale: wonnen van Italië 3.41,62                                                       |
|                                                                   |                          |              | |
| Arisa Go                                                          | 500 m (v)                | 8e           | 37,67 (+0,73)                                                                                              |
| Arisa Go                                                          | 1000 m (v)               | 13e          | 1.15,84 (+2,28)                                                                                            |
| Erina Kamiya                                                      | 500 m (v)                | 13e          | 38,255 (+1,31)                                                                                             |
| Ayaka Kikuchi                                                     | 1500 m (v)               | 16e          | 1.58,92 (+4,57)                                                                                            |
| Ayaka Kikuchi                                                     | 3000 m (v)               | 19e          | 4.13,25 (+14,04)                                                                                           |
| Nao Kodaira                                                       | 500 m (v)                | Goud         | 36,94 OR                                                                                                   |
| Nao Kodaira                                                       | 1000 m (v)               | Zilver       | 1.13,82 (+0,26)                                                                                            |
| Nao Kodaira                                                       | 1500 m (v)               | 6e           | 1.56,11 (+1,76)                                                                                            |
| Misaki Oshigiri                                                   | 5000 m (v)               | 9e           | 7.07,71 (+17,48)                                                                                           |
| Ayana Sato                                                        | 3000 m (v)               | 8e           | 4.04,35 (+5,14)                                                                                            |
| Ayana Sato                                                        | massastart (v)           | halve finale | HF-2: 0 pnt; 12e (8 ronden; 4.49,19)                                                                       |
| Miho Takagi                                                       | 1000 m (v)               | Brons        | 1.13,98 (+0,42)                                                                                            |
| Miho Takagi                                                       | 1500 m (v)               | Zilver       | 1.54,55 (+0,20)                                                                                            |
| Miho Takagi                                                       | 3000 m (v)               | 5e           | 4.01,35 (+2,14)                                                                                            |
| Nana Takagi                                                       | 5000 m (v)               | 12e          | 7.17,45 (+27,22)                                                                                           |
| Nana Takagi                                                       | massastart (v)           | Goud         | HF-1: 5 pnt; 5e (8.55,14) finale: 60 pnt; 1e                                                               |
| Ayaka Kikuchi Ayana Sato Miho Takagi Nana Takagi                  | ploegenachtervolging (v) | Goud         | KF: 2.56,09 (2e) HF-2: wonnen van Canada 2.58,94 (-2,90) A-finale: wonnen van Nederland 2.53,89 OR (-1,59) |

### Schansspringen
| Olympiër                                              | Onderdeel           | Resultaat | Prestatie |
| ----------------------------------------------------- | ------------------- | --------- | --- |
| Daiki Ito                                             | normale schans (m)  | 20e       | kwalificatie: 106.0 pnt (93,5 m); 31e finale: 214.7 pnt (110.3 (103,0 m);19e - 104.4 (102,0 m); 20e) |
| Noriaki Kasai                                         | normale schans (m)  | 21e       | kwalificatie: 117.7 pnt (98,0 m); 20e finale: 213.3 pnt (113.9 (104,5 m); 16e - 99.4 (99,0 m); 26e) |
| Noriaki Kasai                                         | grote schans (m)    | 33e       | kwalificatie: 104.2 pnt (122,5 m); 22e finale: 107.9 pnt (121,0 m) |
| Junshiro Kobayashi                                    | normale schans (m)  | 31e       | kwalificatie: 118.4 pnt (101,0 m); 18e finale: 98.8 pnt (93,0 m) |
| Junshiro Kobayashi                                    | grote schans (m)    | 24e       | kwalificatie: 89.5 pnt (115,0 m);37e finale: 224.8 pnt (114.8 (122,0 m); 26e - 110.0 (122,0 m); 24e) |
| Ryoyu Kobayashi                                       | normale schans (m)  | 7e        | kwalificatie: 115.3 pnt (98,0 m); 21e finale: 240.8 pnt (120.2 (108,0 m); 9e -120.6 (108,0 m); 7e) |
| Ryoyu Kobayashi                                       | grote schans (m)    | 10e       | kwalificatie: 127.6 pnt (135,0 m); 3e finale: 258.0 pnt (134.0 (135,5 m); 7e - 124.0 (128,0 m); 15e) |
| Taku Takeuchi                                         | grote schans (m)    | 22e       | kwalificatie: 98.5 pnt (120,5 m); 27e finale: 234.2 pnt (114.1 (124,0 m); 27e - 120.1 (125,5 m); 19e) |
| Taku Takeuchi Daiki Ito Noriaki Kasai Ryoyu Kobayashi | landenwedstrijd (m) | 6e        | 224.1 pnt (113.6 (124,0 m) - 110.5 (123,0 m)) 227.4 pnt (117.6 (126,0 m) - 109.8 (123,0 m)) 230.1 pnt (112.2 (124,0 m) - 117.9 (125,0 m)) 258.9 pnt (132.1 (132,5 m) - 126.8 (130,0 m)) totaal: 940.5 (475.5; 6e - 465.0; 6e) |
|                                                       |                     |           | |
| Yuki Ito                                              | normale schans (v)  | 9e        | 203.9 pnt (105.1 (94,0 m); 9e - 98.8 (93,0 m); 10e) |
| Kaori Iwabuchi                                        | normale schans (v)  | 12e       | 188.3 pnt (98.2 (93,5 m); 11e - 90.1 (89,0 m); 13e) |
| Yuka Seto                                             | normale schans (v)  | 17e       | 172.0 pnt (90.3 (93,0 m); 15e - 81.7 (89,0 m); 24e) |
| Sara Takanashi                                        | normale schans (v)  | Brons     | 243.8 pnt (120.3 (103,5 m); 3e - 123.5 (103,5 m); 3e) |

### Shorttrack
| Olympiër                                                           | Onderdeel  | Resultaat | Prestatie                                                                                         |
| ------------------------------------------------------------------ | ---------- | --------- | ------------------------------------------------------------------------------------------------- |
| Ryosuke Sakazume                                                   | 500 m (m)  | 8e        | serie 6: 2e (41,658) KF-3: 2e (40,563) HF-2: 4e (40,434) B-finale: 4e (40,985)                    |
| Ryosuke Sakazume                                                   | 1000 m (m) | 5e        | serie 1: 3e; ADV (niet gefinisht) KF-3: 2e (1.24,099) HF-2: 3e (1.24,317) B-finale: 1e (1.27,522) |
| Keita Watanabe                                                     | 500 m (m)  | KF        | serie 7: 2e (41,678) KF-2: 4e (41,354)                                                            |
| Keita Watanabe                                                     | 1000 m (m) | series    | serie 3: 3e (1.24,078)                                                                            |
| Keita Watanabe                                                     | 1500 m (m) | series    | serie 5: 4e (2.19,205)                                                                            |
| Hiroki Yokoyama                                                    | 1500 m (m) | series    | serie 1: 4e (2.13,323)                                                                            |
| Kazuki Yoshinaga                                                   | 1000 m (m) | KF        | serie 2: 2e (1.24,030) KF-2: 4e (1.24,649)                                                        |
| Kazuki Yoshinaga                                                   | 1500 m (m) | series    | serie 4: penalty                                                                                  |
| Ryosuke Sakazume Keita Watanabe Hiroki Yokoyama Kazuki Yoshinaga   | relay (m)  | 7e        | HF-2: 4e (6.42,655) B-finale: 3e (7.02,554)                                                       |
|                                                                    |            |           |                                                                                                   |
| Shione Kaminaga                                                    | 1500 m (v) | series    | serie 6: 6e (2.28,719)                                                                            |
| Sumire Kikuchi                                                     | 500 m (v)  | series    | serie 3: 4e (44,838)                                                                              |
| Sumire Kikuchi                                                     | 1000 m (v) | series    | serie 7: 3e (1.30,970)                                                                            |
| Sumire Kikuchi                                                     | 1500 m (v) | 11e       | serie 1: 3e (2.29,665) HF-2: 3e (2.34,526) B-finale: 4e (2.54,450)                                |
| Yuki Kikuchi                                                       | 1500 m (v) | series    | serie 4: penalty                                                                                  |
| Hitomi Saito                                                       | 1000 m (v) | series    | serie 8: 2e (1.32,457) KF-2: 4e (1.30,804)                                                        |
| Ayuko Ito Sumire Kikuchi Yuki Kikuchi Hitomi Saito Shione Kaminaga | relay (v)  | 6e        | HF-2: 4e (4.12,664) B-finale: 4e (4.13,072)                                                       |

### Skeleton
| Olympiër           | Onderdeel | Resultaat | Prestatie                               |
| ------------------ | --------- | --------- | --------------------------------------- |
| Katsuyuki Miyajima | mannen    | 26e       | 2.35,58 (51,63 / 52,15 / 51,80)         |
| Hiroatu Takahashi  | mannen    | 22e       | 2.34,69 (52,00 / 51,50 / 51,19)         |
|                    |           |           |                                         |
| Takako Oguchi      | vrouwen   | 19e       | 3.33,96 (53,82 / 53,41 / 53,62 / 53,11) |

### Snowboarden
| Olympiër         | Onderdeel                | Resultaat    | Prestatie                                                                                                   |
| ---------------- | ------------------------ | ------------ | --- |
| Hiroaki Kunitake | big air (m)              | kwalificatie | kwalificatie, serie 2: 37.25 - 36.75 pnt (17e)                                                              |
| Hiroaki Kunitake | slopestyle (m)           | kwalificatie | kwalificatie, serie 2: 39.45 - 43.16 pnt (14e)                                                              |
| Yuri Okubo       | big air (m)              | kwalificatie | kwalificatie, serie 1: 84.25 - 44.25 pnt (9e)                                                               |
| Yuri Okubo       | slopestyle (m)           | kwalificatie | kwalificatie, serie 2: 24.45 - 75.05 pnt (8e)                                                               |
| Taku Hiraoka     | halfpipe (m)             | 13e          | kwalificatie: 26.00 - 75.75 pnt                                                                             |
| Ayumu Hirano     | halfpipe (m)             | Zilver       | kwalificatie: 87.50 - 95.25 pnt (3e) finale: 35.25 - 95.25 - 43.25 pnt                                      |
| Raibu Katayama   | halfpipe (m)             | 7e           | kwalificatie: 85.50 - '90.75 pnt (5e) finale: 85.75 - 25.00 - 87.00 pnt                                     |
| Yuto Totsuka     | halfpipe (m)             | 11e          | kwalificatie: 80.00 - 65.25 pnt (11e) 39.25 - 7.00 - DNS                                                    |
| Masaki Shiba     | parallelreuzenslalom (m) | 27e          | kwalificatie: 1.26,91 (44,00 + 42,91)                                                                       |
|                  |                          |              | |
| Yuka Fujimori    | big air (v)              | 7e           | kwalificatie: 82.00 - 94.25 pnt (2e) finale: 122.75 pnt (82.25 - 40.50 - JNS)                               |
| Yuka Fujimori    | slopestyle (v)           | 9e           | 63.73 - 48.51 pnt                                                                                           |
| Asami Hirono     | big air (v)              | 24e          | kwalificatie: 27.50 - 37.75 pnt                                                                             |
| Asami Hirono     | slopestyle (v)           | 12e          | 49.80 - 27.26 pnt                                                                                           |
| Reira Iwabuchi   | big air (v)              | 4e           | kwalificatie: 80.00 - 92.75 pnt (3e) finale: 147.50 pnt (79.75 - 67.75 - JNS)                               |
| Reira Iwabuchi   | slopestyle (v)           | 14e          | 48.33 - 31.06 pnt                                                                                           |
| Miyabi Onitsuka  | big air (v)              | 8e           | kwalificatie: 81.85 - 86.50 (7e) finale: 119.00 pnt (78.75 - JNS - 40.25)                                   |
| Miyabi Onitsuka  | slopestyle (v)           | 19e          | 33.25 - 39.55 pnt                                                                                           |
| Kurumi Imai      | halfpipe (v)             | 15e          | kwalificatie: 54.75- 50.00 pnt                                                                              |
| Haruna Matsumoto | halfpipe (v)             | 6e           | kwalificatie: 80.75 - 84.25 pnt (3e) finale: 70.00 - 46.25 - 65.75 pnt                                      |
| Hikaru Oe        | halfpipe (v)             | 17e          | kwalificatie: 10.00 - 51.00 pnt                                                                             |
| Sena Tomita      | halfpipe (v)             | 8e           | kwalificatie: 59.50 - 66.75 pnt finale: 65.25 - 34.50 - 60.50                                               |
| Tomoka Takeuchi  | parallelreuzenslalom (v) | KF           | kwalificatie: 1.32,86 (47,86 + 45,00); 6e 1/8F: won van AUT Julia Dujmovits KF: verloor van GER Selina Jörg |

### IJshockey
| Olympiër | Onderdeel | Resultaat | Prestatie |
| --- | --------- | --------- | --- |
| Yurie Adachi Moeko Fujimoto Nana Fujimoto Mika Hori Akane Hosoyamada Tomomi Iwahara Shiori Koike Mai Kondo Akane Konishi Hanae Kubo Ami Nakamura Shoko Ono Chiho Osawa Aoi Shiga Miho Shishiuchi Sena Suzuki Suzuka Taka Aina Takeuchi Naho Terashima Ayaka Toko Haruka Toko Rui Ukita Haruna Yoneyama | vrouwen   | 6e        | groep B: 1 - 2 Zweden 1 - 3 Zwitserland 4 - 1 Zuid-Korea plaatsingwedstrijden 5-8: 2 - 1 Zweden plaatsingwedstrijd 5-6: 0 - 1 Zwitserland |